# FM岩手ニュース
FM岩手ニュース（エフエムいわてニュース）は、FM岩手で放送されている報道番組。

## 概要
- 時間帯により岩手日報、読売新聞、テレビ岩手の3社が協力（テレビ岩手の前は朝日新聞が協力社だった）。ニュースと気象情報、状況によっては交通情報を放送する。平日と土日の多くの時間帯ではJFNニュースをネットしている。BGMは「FM岩手ニュース」のものと同じであるが、タイムテーブルには「JFNニュース」とタイトルが明記されている。

## 放送時間（2018年11月現在）
平日
- 7:30頃 / 8:20（アクセル内、8:20は岩手日報Flash Newsとして放送）
- 9:55（OH! HAPPY MORNING内、岩手日報提供）：自社製作
- 11:55（JFNニュース）：月・水・木は提供付き。
- 15:55（JFNニュース）
- 17:20頃（夕刊ラジオ内でニュース&ウェザーとして放送）：自社製作
- 18:55（JFNニュース）
- 19:55（JFNニュース）
- 21:55（JFNニュース）
- 24:55（JFNニュース）

平日の15:55、18:55はこれまで岩手日報提供のニュースが放送されていたが、現在は平日のほとんどをJFNニュースで占めるようになった。その代わり自社製作であったローカル企業の提供はJFNニュースに変わっても流れている。
土曜・日曜は全ての時間帯でJFNニュースをネット（一部時間帯は提供あり）。ただし、地震や重大災害などがあった場合には自社製作のニュースに差し替えることがある。
土曜
- 11:55
- 12:55
- 16:55
- 17:55
- 20:55
- 21:55
- 22:55

日曜
- 8:55
- 11:55
- 16:55
- 17:55
- 20:55（有吉弘行のSUNDAY NIGHT DREAMER内）
- 21:55
- 22:55

2015年6月の時点では土曜 8:55、日曜 12:55・18:55にもJFNニュースがあった。

## 関連番組
- アクセル (ラジオ番組)
- 夕刊ラジオ
- JFNニュース